# Ли Цзочэн
Ли Цзочэн (кит. 李作成; род. октябрь 1953, Аньхуа, Хунань) — китайский военачальник, генерал-полковник (2015). Член Центрального военного совета Китая и (с 2017) начальник его Объединенного штаба (Joint Staff Department of the Central Military Commission). Командующий Сухопутными войсками НОАК (2016—2017). "Один из самых известных в Китае военных и ветеран войны с Вьетнамом", - отмечает издание «Военная платформа». В 1995 году назывался в числе ста лучших государственных служащих.

## Биография
В семнадцатилетнем возрасте поступил в сухопутные войска.
В 1978 году как ротный командир участвовал в Китайско-вьетнамской войне, отличился героизмом, официально назван героем войны. В 1982 году даже участвовал в заседании Президиума 12-го съезда КПК.
С 1994 года командир дивизии. Генерал-майор (1997). С 1998 по 2002 год командующий 41-й армией. С 2002 года в военном округе Чэнду, генерал-лейтенант (2009), в 2013—2015 командующий округом, генерал-полковник (2015). В 2016—2017 годах командующий сухопутными войсками НОАК. С 2017 года начальник Объединенного штаба Центрвоенсовета (Joint Staff Department of the Central Military Commission).
Его называют давним другом Си Цзиньпина, также как в числе давних соратников того наряду с генералом Чжан Юся и адмиралом Мяо Хуа. «Имеющим репутацию политического фаворита Си Цзиньпина» упоминает его эксперт Института Дальнего Востока РАН, специалист по китайскому ВПК Василий Кашин (2017).
В 2018 году во время встречи в Москве с министром обороны России генералом армии Сергеем Шойгу Ли Цзочэн отметил, что Вооруженные силы РФ «особенно хорошо» зарекомендовали себя и завоевали высокую оценку в ходе операции по борьбе с международным терроризмом в Сирии.
В 2020 году заявил, что при необходимости Пекин готов «решительно сокрушить» тайваньских сепаратистов. Годом ранее также отмечал, что Тайвань — это внутреннее дело Китая, и Пекин не допустит иностранного вмешательства.